# Fernando Mathías López
Fernando Mathías López Beltrame  (Montevideo, Uruguay, 2 de agosto de 1994) es un futbolista uruguayo. Juega de mediocampista y su equipo actual es la Academia Cantolao de la Segunda División del Perú.

## Trayectoria
En el 2023 terminó como máximo goleador del Unión Huaral, al anotar 9 goles en 37 partidos.
Para el 2024 ficha por la Academia Cantolao, siendo la figura del plantel. Jugando 22 partidos y anotando 13 goles. Sin embargo, sería eliminado en cuartos de final de los Play Off.

## Clubes
| Club                      | País     | Año       | Partidos | Goles |
| ------------------------- | -------- | --------- | -------- | ----- |
| Cobreloa                  | Chile    | 2015      | -        | -     |
| C. C. D. El Tanque Sisley | Uruguay  | 2015-2017 | 43       | 0     |
| C. S. Cerrito             | Uruguay  | 2018      | 12       | 0     |
| Albion F. C.              | Uruguay  | 2019-2020 | 33       | 3     |
| C. S. Cerrito             | Uruguay  | 2021      | 8        | 0     |
| Unión Huaral              | Perú     | 2022      | 15       | 2     |
| C. D. Victoria            | Honduras | 2022      | 7        | 0     |
| Unión Huaral              | Perú     | 2023      | 37       | 9     |
| A. D. Cantolao            | Perú     | 2024-     | 21       | 13    |